# Megacyllene rufofemorata
Megacyllene rufofemorata es una especie de escarabajo longicornio del género Megacyllene, tribu Clytini, subfamilia Cerambycinae. Fue descrita científicamente por Di Iorio en 1997.

## Descripción
Mide 10,3-14 milímetros de longitud.

## Distribución
Se distribuye por Argentina.